# Silas Marner
Silas Marner est le troisième roman de la femme de lettres britannique George Eliot, publié en 1861. La romancière y expose l'histoire d'un tisserand dans l'Angleterre du début du XIXe siècle. C'est un récit empreint de simplicité et de réalisme, qui aborde notamment les thèmes de la religion, de l'industrialisation et de la vie au sein d'une communauté rurale des Midlands.

## Résumé
L'action se situe dans les premières années du XIXe siècle. Silas Marner, tisserand, fait partie d'une petite congrégation calviniste à Lantern Yard, dans un faubourg déshérité d'une ville du nord de l'Angleterre. Il est accusé à tort d'avoir volé l'argent de la congrégation pendant qu'il veillait le diacre, gravement malade. Deux indices accusent Silas : un couteau de poche, et la découverte à son domicile du sac ayant contenu l'argent. Tout semble indiquer que Silas a été joué par son meilleur ami, William Dane, à qui il avait prêté son couteau peu avant le vol. Condamné, Silas se voit rejeté par la femme qui lui était promise, laquelle épousera William Dane. Le cœur brisé et sa vie en morceaux, Silas décide de quitter la ville.
Le tisserand prend la direction du sud vers les Midlands, et s'établit dans le village de Raveloe, où il mène une existence autarcique ponctuée de crises de catalepsie, ne vivant que pour son travail et pour les pièces d'or qu'il thésaurise. Un jour, l'or est dérobé par Dunstan "Dunsey" Cass, le fils débauché du squire Cass, le plus grand propriétaire terrien de la région. Silas plonge alors dans une profonde mélancolie, malgré les efforts de la communauté pour le secourir. Dunsey disparaît dans la nature, mais on fait peu de cas de cette nouvelle frasque, et aucun soupçon ne se porte sur lui.
Godfrey Cass, le frère aîné de Dunsey, a lui aussi quelque chose à cacher. Il s'est secrètement marié avec Molly Farren, une roturière adepte de l'opium, dont il est maintenant séparé. Ce secret menace sa liaison naissante avec Nancy, une jeune femme de plus haut statut social et moral. Une nuit d'hiver, Molly tente de retourner à Raveloe avec son enfant de deux ans pour prouver qu'elle est la femme légitime de Godfrey et le ruiner. En chemin, elle prend de l'opium, puis, saisie de vertiges, s'assoit sur la neige pour se reposer, la petite fille dans ses bras. L'enfant se dégage de sa mère immobile et atteint la maison de Silas. Ayant trouvé l'enfant, ce dernier suit les traces dans la neige et découvre que la femme est morte. Godfrey se rend lui aussi sur les lieux, mais choisit de ne pas révéler qu'elle était son épouse.
Silas décide de garder la fillette. Il la prénomme Eppie, en souvenir de sa mère et de sa sœur, Hephzibah. La vie de Silas en est complètement changée. L'or qui avait été volé lui est symboliquement rendu dans la blondeur des cheveux d'Eppie. Godfrey Cass est maintenant libre d'épouser Nancy, mais continue à dissimuler l'existence de son premier mariage et de son enfant. Cependant, il fournit parfois quelque soutien financier à Marner, pour l'aider à prendre soin d'Eppie. Dolly Winthrop, une voisine bienveillante, participe aussi à l'éducation de la petite fille. Grâce à son aide, Silas parvient non seulement à élever Eppie, mais aussi à s'intégrer à la communauté villageoise.
Seize ans plus tard, Eppie est devenue la fierté du village. Elle est très liée à Silas, qui a trouvé en elle à la fois un rôle dans la société et le but de sa vie. Dans le même temps, Godfrey et Nancy s'attristent de ne pas avoir eu d'enfants. Finalement, le squelette de Duncan Cass est retrouvé, avec le fruit de son forfait encore entre les bras, au fond d'une carrière non loin de la maison de Marner, qui récupère ainsi son or. Godfrey, choqué par cette découverte qui résonne dans sa propre conscience, révèle le secret de son premier mariage à Nancy et avoue que Eppie est son enfant. Ils envisagent de donner à la jeune femme l'éducation d'un fille de gentilhomme, ce qui la séparerait de Silas, mais Eppie refuse poliment, disant qu'elle ne peut concevoir de bonheur sans son père adoptif.
Silas ne parviendra jamais à démêler les détails du vol qui a provoqué son exil de Lantern Yard. Son ancien quartier a été rasé et remplacé par une vaste usine. Personne ne semble savoir ce qu'il est advenu des habitants de Lantern Yard. Néanmoins, Silas se résigne de bonne grâce à la pensée qu'il mène désormais une vie plus heureuse entouré de sa famille et de ses amis. À la fin du récit, Eppie se marie avec Aaron, un jeune homme du village, fils de l'aimable voisine de Marner, Dolly. Les jeunes mariés s'installent dans la nouvelle maison de Silas, que lui a offerte Godfrey. Les bons soins prodigués par Silas à Eppie tout au long des années ont assuré la joie de chacun, et toute la famille se réunit pour fêter ce bonheur.

## Personnages

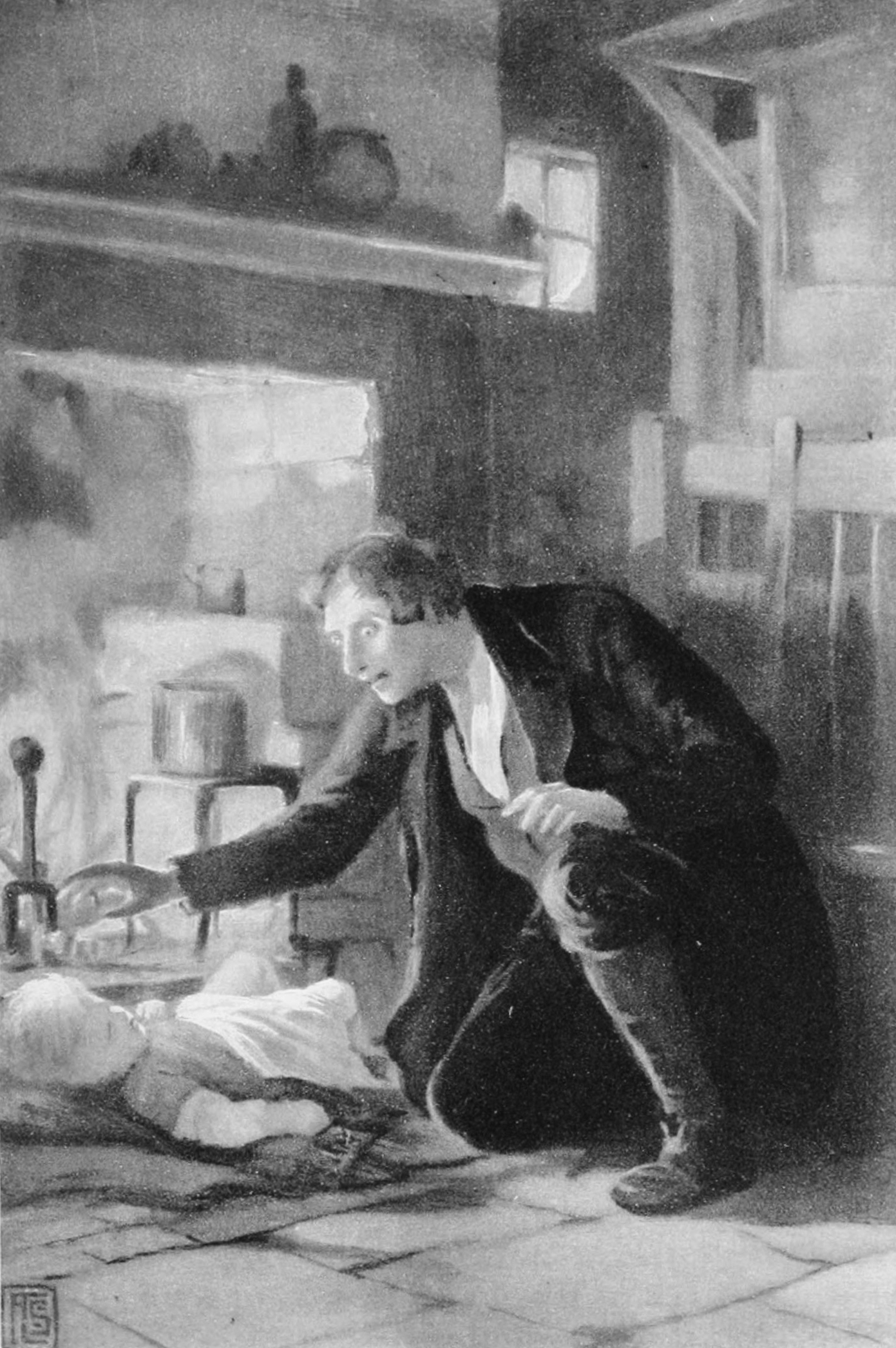
Silas trouve Eppie, illustration de 1910.

Silas Marner — Tisserand avare, il est chassé de Lantern Yard à cause de la trahison de son ami William Dane, puis accumule une petite fortune qui est dérobée par Dunstan Cass. Malgré ces déboires, il retrouve foi et vertu en recueillant Eppie.
Godfrey Cass — Fils aîné d'un riche propriétaire terrien, il est soumis au chantage incessant de son frère au sujet de son mariage secret avec Molly. Il est soulagé par le décès de cette dernière, mais finit par avouer son mensonge pour rétablir les torts qu'il a fait subir à ses proches.
Dunstan Cass — Fils cadet du squire Cass. Il fait chanter son frère aîné. D'un tempérament corrompu, il vole l'or de Silas après avoir accidentellement tué le cheval de son frère.
Molly Farren — La première femme de Godfrey (qui l'a épousée secrètement), et mère de son enfant. Elle meurt en tentant de révéler sa relation avec lui pour le ruiner, et laisse échapper sa petite fille qui sera trouvée par Silas.
Eppie — Fille de Godfrey et Molly, elle est élevée par Silas après la mort de sa mère. Enfant espiègle, elle devient une radieuse jeune femme dévouée à son père adoptif.
Nancy Cass (née Lammeter) — Seconde épouse de Godfrey. C'est une jeune femme de haut rang et de mœurs respectables.
Dolly Winthrop — Marraine d'Eppie et mère d'Aaron. Elle éprouve de la bienveillance pour Silas.
Aaron Winthrop — Fils de Dolly, il se marie avec Eppie à la fin du roman.
William Dane — Meilleur ami de Silas, qu'il protégeait et respectait à Lantern Yard, il le trahit en l'accusant faussement de vol et en épousant Sarah, la fiancée de Silas, après l'exil de ce dernier.
Sarah — Fiancée de Silas à Lantern Yard, elle se mariera avec William Dane.

## Adaptations

### Au cinéma
- 1909 : A Fair Exchange, film muet américain réalisé par David W. Griffith
- 1911 : Silas Marner, film muet américain réalisé par Theodore Marston
- 1913 : Silas Marner, film muet américain réalisé par Charles Brabin
- 1916 : Silas Marner, film muet américain réalisé par Ernest C. Warde
- 1920 : Are Children to Blame?, film muet américain réalisé par Paul Price
- 1922 : Silas Marner,  film muet américain réalisé par Frank P. Donovan

### À la télévision
- 1964 : Silas Marner, mini-série britannique en 6 épisodes réalisée par Harold Clayton, avec David Markham
- 1985 : Silas Marner: The Weaver of Raveloe, téléfilm britannique réalisé par Giles Foster, avec Ben Kingsley

## Allusion au roman dans la culture populaire
- La Petite Maison dans la prairie (Little House on the Prairie), saison 6, épisode 15 :

Le jeune Albert Ingalls (Matthew Laborteaux) doit lire ce roman pour un devoir de classe. Il n'en a aucune envie et, dès qu'il le peut, le délaisse.